# 日本の儒教
日本の儒教（にほんのじゅきょう）では、日本における儒教について概説する。

## 概要
儒教は、堯、舜の行いに従い、文王武王の法令を信奉し、孔子を尊び、其の言を重んじ、夏・殷・周三代の礼制を踏襲している思想体系で、紀元前の中国に興る。
日本では儒教は学問(儒学)として受容され、国家統治の経世済民思想や帝王学的な受容をされたため、神道、仏教に比べて、宗教として意識されることは少ない。なお中国では儒教は「名教」「礼教」「孔教」「孔子教」という呼称があり、宗教として認知されることが多い。

## 歴史（〜中世）

### 日本への伝来
日本へ儒教が伝わったのは仏教よりも早く、継体天皇の時代の513年、百済より五経博士が渡日して以降のことである。さらにはこれ以前にも、王仁（わに）が『論語』を持って渡来したという伝承が『古事記』などにあり、概ね5世紀頃には伝来していたものと考えられている。儒教の思想は多神教を奉祀する神道と相入れやすかったと考えられ、儒教よりもさらに以前（4世紀頃とされる）に入ってきていた道教、儒教と同時期に入った陰陽五行思想を併せ、それまでの呪術的な側面に科学的な論拠を与えて後の陰陽道につながる素地が生まれていた。

### 飛鳥時代 - 平安時代
飛鳥時代では仏教の普及に熱心であった蘇我氏の台頭もあり、飛鳥京を中心に仏教遺構が数多く建造された。だが、乙巳の変以降の皇室、特に斉明天皇は儒教に深く帰依したと考えられ、亡夫である舒明天皇の御陵を八角墳としたり、多武峰に置いた両槻宮とその関連遺構（酒船石遺跡、飛鳥水落遺跡、狂心の渠など）には儒教と陰陽道の影響が強く顕れている。
その後の平安時代初期においては天武天皇が発布した律令制にも儒教の影響が見られ、儒教の思想は官吏養成に応用され、また国家で研究を行う学問として式部省の被官の大学寮において明経道として教授された。しかしながら、日本では科挙制度が取り入れられなかったためか儒教本来の価値が定着せず、学問の主体は、実学的な文章道と、道経色が強い陰陽道に移った。やがて神仏習合が進んで救済に加えて鎮守の意味も獲得した仏教が隆盛となり、空海の『三教指帰』では儒教と道教に対する仏教の優越が主張されている。
ただし、貴族社会において儒教が全く廃れた訳では無く、『論語』については、元慶3年（879年）8月に陽成天皇が自ら講義を行ったことが『日本三代実録』に見え、藤原頼長の日記『台記』に度々記述が登場するなど、教養として広く読まれていたことが分かる。

### 鎌倉時代 - 安土桃山時代
南宋の朱熹によってはじめられた朱子学は、日本では宋学と称され、日本へは1199年（正治元年）に入宋した俊芿が儒教の典籍250巻を持ち帰ったのが始まりとされる。以来、渡宋した円爾弁円や中巌円月らの禅僧や元の侵攻を避け、南宋から渡ってきた知識人によって広められ、1299年（正安元年）、元より来日した一山一寧がもたらした注釈によって学理が完成されたといわれる。14世紀に入ってあらわれた天台宗の僧玄恵は朱子学に通じ、後醍醐天皇の側近として仕えたともいわれる。
南北朝時代から室町時代にかけては、京都五山や鎌倉五山など主として臨済宗の禅宗寺院において儒学が研究された。また、15世紀前半、上杉憲実によって再興された下野国の足利学校でも儒学の講義がおこなわれた。
15世紀後半の応仁・文明の乱により京都が荒廃したため、公家や僧侶などの文化人は地方へ下り、各地の大名や有力武士をたよるようになったため、儒学者も地方に拡散した。桂庵玄樹は周防の大内氏や肥後の菊池氏、薩摩の島津氏などに儒学を講じ、薩南学派の基礎をきずいた。土佐の南村梅軒は朱子学を講じ、南学（海南学派）を開いた。南学は、近世以降、京都を中心とする京学と並び、儒学の一学派をかたちづくった。

## 歴史（近世）

### 江戸時代

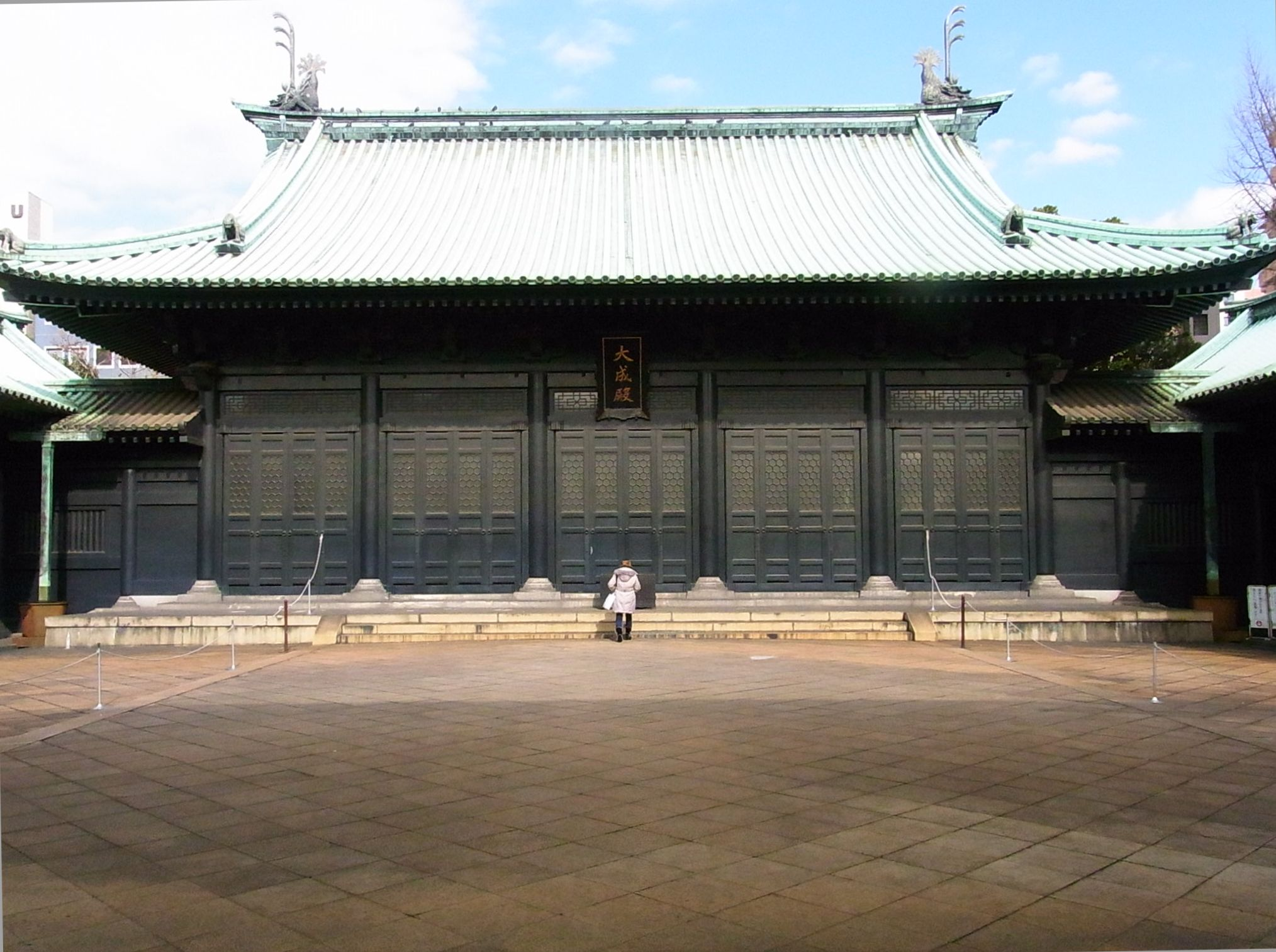
大成殿（孔子廟）（2010年2月3日撮影）

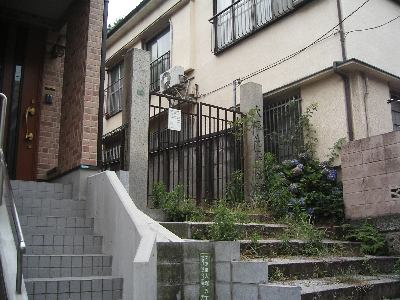
大塚先儒墓所（東京都文京区）。儒葬専用墓地。

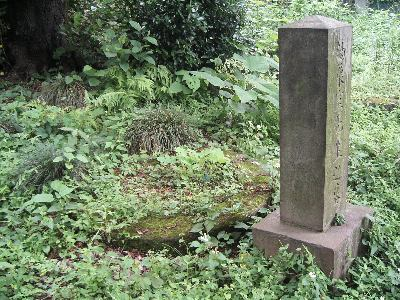
室鳩巣の儒式墓（大塚先儒墓所内）

江戸時代になると、それまでの仏教の僧侶らが学ぶたしなみとしての儒教から独立させ、一つの学問として形成する動きがあらわれた（儒仏分離）。中国と朝鮮から、朱子学と陽明学が静座（静坐）（座禅）などの行法をなくした純粋な学問として伝来し、特に朱子学は幕府によって封建支配のための思想として採用された。朝鮮の姜沆の影響を受けた藤原惺窩の弟子である林羅山が徳川家康に仕え、以来、林家が大学頭に任ぜられ、幕府の文教政策を統制した。
第5代将軍徳川綱吉は、幕府の文治政治への転換に際し儒学を重要視し、林鳳岡をしばしば召しては経書の討論を行い、また四書や易経を幕臣に講義したほか、1690年（元禄3年）、孔子廟を湯島に建立し（湯島聖堂）、そこで、林家の私塾として「学問所」が開講され朱子学が教授されるようになった。
徳川吉宗は、概念的な朱子学を遠ざける傾向があり、また、林家当主が連続して若く亡くなるなどして、一時、朱子学は低迷するものの、松平定信が老中となると、低下した幕府の指導力を取り戻すために、儒学のうち農業と上下の秩序を重視した朱子学を正学として復興させ、1790年（寛政2年）には、当時流行していた古文辞学や古学を「風俗を乱すもの」として林家の門人が学ぶことを禁ずるなど規制を図った（寛政異学の禁）。1797年（寛政9年）までには「学問所」を林家から切り離し、「聖堂学規」や職制の制定など制度上の整備を進めて幕府の直轄機関とした。これが幕府教学機関としての昌平坂学問所の成立である。林述斎は、養子として林家に入り、柴野栗山・古賀精里・尾藤二洲（寛政の三博士）らとともに儒学の教学の刷新にも力を尽くし、林家中興の祖と呼ばれた。
以下に林家の学派の主要な師弟関係を示す（太字は林家当主、添字は代数）。
| 林羅山 1 |          |          |          |          |          |  |  |              |              |              |              |              |              |  |  |          |          |          |          |          |          |  |  |            |            |            |            |            |            |  |  |          |          |          |          |          |          |  |  |          |          |          |          |          |          |  |  |          |          |          |          |          |          |  |  |          |          |          |          |          |          |  |  |  |  |  |  |  |  |  |  |  |  |  |  |  |  |  |  |  |  |  |  |  |  |  |  |  |  |  |  |  |  |
|          |          |          |          |          |          |  |  |              |              |              |              |              |              |  |  |          |          |          |          |          |          |  |  |            |            |            |            |            |            |  |  |          |          |          |          |          |          |  |  |          |          |          |          |          |          |  |  |          |          |          |          |          |          |  |  |          |          |          |          |          |          |  |  |  |  |  |  |  |  |  |  |  |  |  |  |  |  |  |  |  |  |  |  |  |  |  |  |  |  |  |  |  |  |
|          |          |          |          |          |          |  |  |              |              |              |              |              |              |  |  |          |          |          |          |          |          |  |  |            |            |            |            |            |            |  |  |          |          |          |          |          |          |  |  |          |          |          |          |          |          |  |  |          |          |          |          |          |          |  |  |          |          |          |          |          |          |  |  |  |  |  |  |  |  |  |  |  |  |  |  |  |  |  |  |  |  |  |  |  |  |  |  |  |  |  |  |  |  |
| 林鵞峰 2 | 林鵞峰 2 | 林鵞峰 2 | 林鵞峰 2 | 林鵞峰 2 | 林鵞峰 2 |  |  | 山鹿素行     | 山鹿素行     | 山鹿素行     | 山鹿素行     | 山鹿素行     | 山鹿素行     |  |  |          |          |          |          |          |          |  |  |            |            |            |            |            |            |  |  |          |          |          |          |          |          |  |  |          |          |          |          |          |          |  |  |          |          |          |          |          |          |  |  |          |          |          |          |          |          |  |  |  |  |  |  |  |  |  |  |  |  |  |  |  |  |  |  |  |  |  |  |  |  |  |  |  |  |  |  |  |  |
| 林鵞峰 2 | 林鵞峰 2 | 林鵞峰 2 | 林鵞峰 2 | 林鵞峰 2 | 林鵞峰 2 |  |  | 山鹿素行     | 山鹿素行     | 山鹿素行     | 山鹿素行     | 山鹿素行     | 山鹿素行     |  |  |          |          |          |          |          |          |  |  |            |            |            |            |            |            |  |  |          |          |          |          |          |          |  |  |          |          |          |          |          |          |  |  |          |          |          |          |          |          |  |  |          |          |          |          |          |          |  |  |  |  |  |  |  |  |  |  |  |  |  |  |  |  |  |  |  |  |  |  |  |  |  |  |  |  |  |  |  |  |
| 林鳳岡 3 | 林鳳岡 3 | 林鳳岡 3 | 林鳳岡 3 | 林鳳岡 3 | 林鳳岡 3 |  |  | 古学（聖学） | 古学（聖学） | 古学（聖学） | 古学（聖学） | 古学（聖学） | 古学（聖学） |  |  |          |          |          |          |          |          |  |  |            |            |            |            |            |            |  |  |          |          |          |          |          |          |  |  |          |          |          |          |          |          |  |  |          |          |          |          |          |          |  |  |          |          |          |          |          |          |  |  |  |  |  |  |  |  |  |  |  |  |  |  |  |  |  |  |  |  |  |  |  |  |  |  |  |  |  |  |  |  |
| 林鳳岡 3 | 林鳳岡 3 | 林鳳岡 3 | 林鳳岡 3 | 林鳳岡 3 | 林鳳岡 3 |  |  | 古学（聖学） | 古学（聖学） | 古学（聖学） | 古学（聖学） | 古学（聖学） | 古学（聖学） |  |  |          |          |          |          |          |          |  |  |            |            |            |            |            |            |  |  |          |          |          |          |          |          |  |  |          |          |          |          |          |          |  |  |          |          |          |          |          |          |  |  |          |          |          |          |          |          |  |  |  |  |  |  |  |  |  |  |  |  |  |  |  |  |  |  |  |  |  |  |  |  |  |  |  |  |  |  |  |  |
|          |          |          |          |          |          |  |  |              |              |              |              |              |              |  |  |          |          |          |          |          |          |  |  |            |            |            |            |            |            |  |  |          |          |          |          |          |          |  |  |          |          |          |          |          |          |  |  |          |          |          |          |          |          |  |  |          |          |          |          |          |          |  |  |  |  |  |  |  |  |  |  |  |  |  |  |  |  |  |  |  |  |  |  |  |  |  |  |  |  |  |  |  |  |
| 林榴岡 4 | 林榴岡 4 | 林榴岡 4 | 林榴岡 4 | 林榴岡 4 | 林榴岡 4 |  |  | 井上蘭台     | 井上蘭台     | 井上蘭台     | 井上蘭台     | 井上蘭台     | 井上蘭台     |  |  | 秋山玉山 | 秋山玉山 | 秋山玉山 | 秋山玉山 | 秋山玉山 | 秋山玉山 |  |  | 岡島冠山   | 岡島冠山   | 岡島冠山   | 岡島冠山   | 岡島冠山   | 岡島冠山   |  |  | 黒沢雉岡 | 黒沢雉岡 | 黒沢雉岡 | 黒沢雉岡 | 黒沢雉岡 | 黒沢雉岡 |  |  | 松平乗薀 | 松平乗薀 | 松平乗薀 | 松平乗薀 | 松平乗薀 | 松平乗薀 |  |  |          |          |          |          |          |          |  |  |          |          |          |          |          |          |  |  |  |  |  |  |  |  |  |  |  |  |  |  |  |  |  |  |  |  |  |  |  |  |  |  |  |  |  |  |  |  |
| 林榴岡 4 | 林榴岡 4 | 林榴岡 4 | 林榴岡 4 | 林榴岡 4 | 林榴岡 4 |  |  | 井上蘭台     | 井上蘭台     | 井上蘭台     | 井上蘭台     | 井上蘭台     | 井上蘭台     |  |  | 秋山玉山 | 秋山玉山 | 秋山玉山 | 秋山玉山 | 秋山玉山 | 秋山玉山 |  |  | 岡島冠山   | 岡島冠山   | 岡島冠山   | 岡島冠山   | 岡島冠山   | 岡島冠山   |  |  | 黒沢雉岡 | 黒沢雉岡 | 黒沢雉岡 | 黒沢雉岡 | 黒沢雉岡 | 黒沢雉岡 |  |  | 松平乗薀 | 松平乗薀 | 松平乗薀 | 松平乗薀 | 松平乗薀 | 松平乗薀 |  |  |          |          |          |          |          |          |  |  |          |          |          |          |          |          |  |  |  |  |  |  |  |  |  |  |  |  |  |  |  |  |  |  |  |  |  |  |  |  |  |  |  |  |  |  |  |  |
|          |          |          |          |          |          |  |  |              |              |              |              |              |              |  |  |          |          |          |          |          |          |  |  |            |            |            |            |            |            |  |  |          |          |          |          |          |          |  |  |          |          |          |          |          |          |  |  |          |          |          |          |          |          |  |  |          |          |          |          |          |          |  |  |  |  |  |  |  |  |  |  |  |  |  |  |  |  |  |  |  |  |  |  |  |  |  |  |  |  |  |  |  |  |
| 林鳳谷 5 | 林鳳谷 5 | 林鳳谷 5 | 林鳳谷 5 | 林鳳谷 5 | 林鳳谷 5 |  |  | 井上金峨     | 井上金峨     | 井上金峨     | 井上金峨     | 井上金峨     | 井上金峨     |  |  | 渋井太室 | 渋井太室 | 渋井太室 | 渋井太室 | 渋井太室 | 渋井太室 |  |  |            |            |            |            |            |            |  |  |          |          |          |          |          |          |  |  |          |          |          |          |          |          |  |  |          |          |          |          |          |          |  |  |          |          |          |          |          |          |  |  |  |  |  |  |  |  |  |  |  |  |  |  |  |  |  |  |  |  |  |  |  |  |  |  |  |  |  |  |  |  |
| 林鳳谷 5 | 林鳳谷 5 | 林鳳谷 5 | 林鳳谷 5 | 林鳳谷 5 | 林鳳谷 5 |  |  | 井上金峨     | 井上金峨     | 井上金峨     | 井上金峨     | 井上金峨     | 井上金峨     |  |  | 渋井太室 | 渋井太室 | 渋井太室 | 渋井太室 | 渋井太室 | 渋井太室 |  |  |            |            |            |            |            |            |  |  |          |          |          |          |          |          |  |  |          |          |          |          |          |          |  |  |          |          |          |          |          |          |  |  |          |          |          |          |          |          |  |  |  |  |  |  |  |  |  |  |  |  |  |  |  |  |  |  |  |  |  |  |  |  |  |  |  |  |  |  |  |  |
|          |          |          |          |          |          |  |  | 折衷学       | 折衷学       | 折衷学       | 折衷学       | 折衷学       | 折衷学       |  |  | 林述斎 8 | 林述斎 8 | 林述斎 8 | 林述斎 8 | 林述斎 8 | 林述斎 8 |  |  |            |            |            |            |            |            |  |  |          |          |          |          |          |          |  |  |          |          |          |          |          |          |  |  |          |          |          |          |          |          |  |  |          |          |          |          |          |          |  |  |  |  |  |  |  |  |  |  |  |  |  |  |  |  |  |  |  |  |  |  |  |  |  |  |  |  |  |  |  |  |
|          |          |          |          |          |          |  |  | 折衷学       | 折衷学       | 折衷学       | 折衷学       | 折衷学       | 折衷学       |  |  | 林述斎 8 | 林述斎 8 | 林述斎 8 | 林述斎 8 | 林述斎 8 | 林述斎 8 |  |  |            |            |            |            |            |            |  |  |          |          |          |          |          |          |  |  |          |          |          |          |          |          |  |  |          |          |          |          |          |          |  |  |          |          |          |          |          |          |  |  |  |  |  |  |  |  |  |  |  |  |  |  |  |  |  |  |  |  |  |  |  |  |  |  |  |  |  |  |  |  |
|          |          |          |          |          |          |  |  |              |              |              |              |              |              |  |  |          |          |          |          |          |          |  |  |            |            |            |            |            |            |  |  |          |          |          |          |          |          |  |  |          |          |          |          |          |          |  |  |          |          |          |          |          |          |  |  |          |          |          |          |          |          |  |  |  |  |  |  |  |  |  |  |  |  |  |  |  |  |  |  |  |  |  |  |  |  |  |  |  |  |  |  |  |  |
| 林檉宇 9 | 林檉宇 9 | 林檉宇 9 | 林檉宇 9 | 林檉宇 9 | 林檉宇 9 |  |  | 鳥居耀蔵     | 鳥居耀蔵     | 鳥居耀蔵     | 鳥居耀蔵     | 鳥居耀蔵     | 鳥居耀蔵     |  |  | 林復斎11 | 林復斎11 | 林復斎11 | 林復斎11 | 林復斎11 | 林復斎11 |  |  | 佐藤一斎   | 佐藤一斎   | 佐藤一斎   | 佐藤一斎   | 佐藤一斎   | 佐藤一斎   |  |  | 安積艮斎 | 安積艮斎 | 安積艮斎 | 安積艮斎 | 安積艮斎 | 安積艮斎 |  |  | 松崎慊堂 | 松崎慊堂 | 松崎慊堂 | 松崎慊堂 | 松崎慊堂 | 松崎慊堂 |  |  |          |          |          |          |          |          |  |  |          |          |          |          |          |          |  |  |  |  |  |  |  |  |  |  |  |  |  |  |  |  |  |  |  |  |  |  |  |  |  |  |  |  |  |  |  |  |
| 林檉宇 9 | 林檉宇 9 | 林檉宇 9 | 林檉宇 9 | 林檉宇 9 | 林檉宇 9 |  |  | 鳥居耀蔵     | 鳥居耀蔵     | 鳥居耀蔵     | 鳥居耀蔵     | 鳥居耀蔵     | 鳥居耀蔵     |  |  | 林復斎11 | 林復斎11 | 林復斎11 | 林復斎11 | 林復斎11 | 林復斎11 |  |  | 佐藤一斎   | 佐藤一斎   | 佐藤一斎   | 佐藤一斎   | 佐藤一斎   | 佐藤一斎   |  |  | 安積艮斎 | 安積艮斎 | 安積艮斎 | 安積艮斎 | 安積艮斎 | 安積艮斎 |  |  | 松崎慊堂 | 松崎慊堂 | 松崎慊堂 | 松崎慊堂 | 松崎慊堂 | 松崎慊堂 |  |  |          |          |          |          |          |          |  |  |          |          |          |          |          |          |  |  |  |  |  |  |  |  |  |  |  |  |  |  |  |  |  |  |  |  |  |  |  |  |  |  |  |  |  |  |  |  |
|          |          |          |          |          |          |  |  |              |              |              |              |              |              |  |  |          |          |          |          |          |          |  |  |            |            |            |            |            |            |  |  |          |          |          |          |          |          |  |  |          |          |          |          |          |          |  |  |          |          |          |          |          |          |  |  |          |          |          |          |          |          |  |  |  |  |  |  |  |  |  |  |  |  |  |  |  |  |  |  |  |  |  |  |  |  |  |  |  |  |  |  |  |  |
| 林壮軒10 | 林壮軒10 | 林壮軒10 | 林壮軒10 | 林壮軒10 | 林壮軒10 |  |  |              |              |              |              |              |              |  |  | 林学斎12 | 林学斎12 | 林学斎12 | 林学斎12 | 林学斎12 | 林学斎12 |  |  | 佐久間象山 | 佐久間象山 | 佐久間象山 | 佐久間象山 | 佐久間象山 | 佐久間象山 |  |  | 山田方谷 | 山田方谷 | 山田方谷 | 山田方谷 | 山田方谷 | 山田方谷 |  |  | 塩谷宕陰 | 塩谷宕陰 | 塩谷宕陰 | 塩谷宕陰 | 塩谷宕陰 | 塩谷宕陰 |  |  | 大槻磐渓 | 大槻磐渓 | 大槻磐渓 | 大槻磐渓 | 大槻磐渓 | 大槻磐渓 |  |  | 安井息軒 | 安井息軒 | 安井息軒 | 安井息軒 | 安井息軒 | 安井息軒 |  |  |  |  |  |  |  |  |  |  |  |  |  |  |  |  |  |  |  |  |  |  |  |  |  |  |  |  |  |  |  |  |

寛政の改革後、昌平坂学問所において、概ね3年ごとに朱子学の学識を試す試験「学問吟味」が行われるようになり、成績優秀者は役職登用の機会となるなど、朱子学は、幕政及びそれに倣う諸藩において、立身出世の途となり、林家の学派のみならず、他の学派も成長した。特に木下順庵門下には、新井白石、室鳩巣、雨森芳洲、祇園南海ら多くの人材を輩出した。将軍侍講である奥儒者の地位は江戸後期までほぼ林家が独占したが、徳川吉宗の治世では例外的に、室鳩巣が1725年から1734年まで奥儒者を務め、荻生徂徠の門人である成島信遍も奥儒者となっている。その後、成島家の司直が幕府の正史『御実紀』（『徳川実紀』）編纂などの功績から文政年間（1818-1831年）に奥儒者に任じられたのを皮切りに、同家系から養子成島筑山と養孫成島柳北も奥儒者となった。
幕府や諸藩においては官学として朱子学が中心であったが、日本では、中国本土や朝鮮と異なり科挙が採用されていなかったため、中国本土や朝鮮では順次衰退していった陽明学が命脈を保つこととなった。代表的学派として、中江藤樹が一家を構え、その弟子である熊沢蕃山が岡山藩において執政するなど各地に影響を残した。いわゆる近江商法にその影響を見る者もいる。また、1724年（享保9年）には、大坂の豪商たちは共同して学問所「懐徳堂」を設立し、初代の学主として三宅石庵が迎えられ、朱子学に混交した陽明学が教えられた。後に、この系列から中井竹山、中井履軒、富永仲基、山片蟠桃、佐藤一斎らが輩出される。このように朱子学に加え陽明学が地歩を固める中、『伝習録』等を通じ、幕末における維新思想をはじめとした各種の運動（大塩平八郎、吉田松陰、高杉晋作、西郷隆盛、河井継之助、佐久間象山、山田方谷　等） に影響を与えた。陽明学研究は江戸期を通じ進み、中国本土での清末における陽明学再評価時には、ほとんど忘れられていた陽明学左派李卓吾の『焚書』や『蔵書』が逆輸出されるほどであった。
その他、儒教と仏教が分離する一方、山崎闇斎によって神儒一致が唱えられ、垂加神道などの儒教神道が生まれた。朱子学を批判的に摂取する貝原益軒なども現れた。日本の儒教の大きな特色として、朱子学や陽明学などの後世の解釈によらず、論語などの経典を直接実証的に研究する聖学（古学）、古義学、古文辞学などの古学が、それぞれ山鹿素行、伊藤仁斎、荻生徂徠によって始められたことが挙げられる。
特に山鹿素行は朱子学を批判して幕府から処罰された。彼は古学という独自の学問体系を確立し、寛文5年（1665年）、天地からなる自然は、人間の意識から独立した存在であり、一定の法則性をもって自己運動していると考えた。この考えは、門人によって纏められ山鹿流として継承される。ただ、素行が唱えた「士道」は「諌めても改めぬ主君なら臣から去るべし」など「二君に仕えず」という従来の武士道の対極にあり、かつ「日本こそが中朝（中華）である」という孟子による儒教的世界観を完全否定する思想だったため、古学派は多くの藩で排斥された。
江戸時代中期に書かれた葉隠では、当時主流となっていた儒学的武士道を「上方風のつけあがりたる武士道」と批判しており、藩内でも禁書の扱いをうけた。この時代には一定の批判もあったが、安定期が長く続くと封建社会を支える儒教的思想が定着し、幕末ごろには兵学や武士道の実用性が失われた。
江戸時代を通して、武家層を中心として儒教は日本に定着し、水戸学などにも影響、やがて尊王攘夷思想に結びついて明治維新への原動力の一つとなった。一方、一般民衆においては、石田梅岩の石門心学などわずかな例外を除き、学問としての儒教思想はほとんど普及しなかった。
儒学の体系化と立身出世という実益により武家層へ浸透した結果、有事に備えて技術を継承する必要性から同じく体系化されていった兵学にも影響を与えた。それまでの兵学は実戦での経験を踏まえ、作戦部隊の運用や編制など現実的な内容が中心であったが、江戸時代以降は儒学の影響を受け倫理的な側面が強調されるようになった。また生存術や処世術的な意味合いだった武士道も、主君への忠義など幕藩体制を支える思想や倫理を伝授する学問へ変化した。

## 歴史（近代）
明治時代になると、儒教的合理主義の影響を受けて江戸時代から一部行われてきた神仏分離運動が激化し、廃仏毀釈が行われた。
1885年に欧化主義者の当時の文部卿森有礼によって儒教的な道徳教育を規制する命令が出されたが、1889年に暗殺されため、再び教育の儒教性が強まった。元田永孚ら宮中の保守的な漢学者の影響によって、1890年制定の教育勅語などに儒教の忠孝思想が取り入れられ、奨励された。井上哲次郎は江戸時代の儒学を扱った三部作『日本陽明学派[古学派,朱子学派]之哲学』を著して、この分野における研究を拓いた。
『論語』の一節や朱子学の教えが引用されることは多く、道徳や倫理の古典として受け入れられた。特に『論語』は現代に至るまで日本語訳や解説書が多数刊行されている。
渋沢栄一は『論語と算盤』を著し、『論語』を拠り所に倫理と利益の両立を掲げる「道徳経済合一説」という理念を打ち出し、近代経済と儒教思想の融合を図ったが、広く普及することはなかった。また、戦前戦後の日本の政財界に隠然とした影響を与えた安岡正篤は、正統な儒教思想の後継であるとは言い切れないが、公的には陽明学者と称した。
一方で「実学」の重視を主張する福沢諭吉は儒教を妄説とし、厳しく批判した。また、津田左右吉は『支那思想と日本』『文学に現われたるわが国民思想の研究』などで儒教など中国の影響を排除した文化史を描こうとした。
なお、欧米的な大学制度等が導入された後、ランケの弟子であるリースが実証主義に基づく近代的歴史学をもたらす以前にあっても、明治政府の修史事業において中心となった重野安繹は、考証学の伝統を引く実証的方法論を提唱し成果を挙げている。

## 歴史（現代）
敗戦後、教育勅語、軍人勅諭、戦陣訓などは撤廃された。ウェーバーやマルクスの研究が盛んになると「アジア的停滞性」を生んだ存在としての評価がされるようになり、歴史教科書等でもこうした評価が定着している。和辻哲郎は敗戦に至った日本の停滞の原因を、林羅山の儒教政策と鎖国政策に求めた。
儒教を宗教として捉える研究者は少数派であるが、学術研究において儒教の本質を宗教としてとらえる道を開いたのは、山下龍二・加地伸行である。山下は天地鬼神や祖先への祭祀を儒教の中心に据え、加地は宗教を死を語るものと定義して祖先崇拝を儒教の本質としている。ただし、こうした儒教への解釈については池田秀三などから批判が寄せられている。
戦後の儒教運動としては、新左翼から保守派に転向し「封建主義者」を称した呉智英がいるが、保守派の間でも「日本が儒教国家でない」とし、その点を評価する論客もおり（ケント・ギルバートなど）、保守派から孔子廟訴訟が起きるなど、評価は必ずしも一定ではない。
現代の文化人類学者ホフステッド（ヘールト・ホフステッド、オランダ人）などによる実証的研究などでは、東アジアの「儒教文化圏」が国際比較上は同種の文化圏として認識される。

## 神道との関係
江戸時代において儒学者によって提唱された神道。

## 日本の儒学者一覧
古代・中世
- 王仁(半伝説)
- （広澄流清原氏）
- （中原氏）
- 菅原道真（845年 - 903年）
- 三善清行（847年 - 919年）
- 清原広澄（934年 - 1009年）明経道清原氏の氏祖
- 清原頼業（1122年 - 1189年）
- 中原師員（1184年 - 1251年）
- 中原師連（1220年 - 1283年）
- 一山一寧（1247年 - 1317年）
- 清原良賢（? - 1432年）

近世
- 清原宣賢（1475年 - 1550年）
- 小瀬甫庵（1564年 - 1640年）
- 姜沆（1567年 - 1618年）
- 舟橋秀賢（1575年 - 1614年）
- 林鵞峰（1618年 - 1680年）
- 林鳳岡（1645年 - 1732年）
- 高玄岱（深見玄岱）（1648年 - 1722年）
- 陶山訥庵（1658年 - 1732年）
- 松宮観山（1686年 - 1780年）
- 蘆野東山（1696年 - 1776年）
- 秋山玉山（1702年 - 1764年）
- 湯浅常山（1708年 - 1781年）
- 後藤芝山（1721年 - 1782年）
- 江村北海（1713年 - 1788年）
- 皆川淇園（1735年 - 1807年）
- 海保青陵（1755年 - 1817年）
- 頼杏坪（1756年 - 1834年）
- 上田鳳陽 （1769年 - 1854年）
- 成島司直（1778年 - 1862年）
- 朝川善庵（1781年 - 1849年）
- 頼山陽（1781年 - 1832年）
- 広瀬淡窓（1782年 - 1856年）
- 寺門静軒（1796年 - 1868年）
- 藤森弘庵（1799年 - 1862年）
- 安井息軒（1799年 - 1876年）
- 大槻磐渓（1801年 - 1878年）
- 芳野金陵（1803年 - 1878年）
- 広瀬旭荘（1807年 - 1863年）
- 塩谷宕陰（1809年 - 1867年）
- 横井小楠（1809年 - 1869年）
- 池田草庵（1813年 - 1878年）
- 今北洪川（1816年 - 1892年）

朱子学
- 藤原惺窩（1561年 - 1619年）
- 林羅山（1583年 - 1657年）
- 堀杏庵（1585年 - 1643年）
- 松永尺五（1592年 - 1657年）
- 那波活所（1595年 - 1648年）
- 山崎闇斎（1619年 - 1682年）
- 木下順庵（1621年 - 1699年）
- 安東省庵（1622年 - 1701年）
- 中村惕斎（1629年 - 1702年）
- 貝原益軒（1630年 - 1714年）
- 宇都宮遯庵（1633年 - 1707年）
- 佐藤直方（1650年 - 1719年）
- 浅見絅斎（1652年 - 1712年）
- 新井白石（1657年 - 1725年）
- 室鳩巣（1658年 - 1734年）
- 細井広沢（1658年 - 1735年）陽明学も学ぶ
- 三宅尚斎（1662年 - 1741年）
- 雨森芳洲（1668年 - 1755年）
- 梁田蛻巌（1672年 - 1757年）
- 岡島冠山（1674年 - 1728年）
- 若林強斎（1679年 - 1732年）
- 中井甃庵（1693年 - 1758年）
- 五井蘭洲（1697年 - 1762年）
- 赤松滄洲（1721年 - 1801年）
- 那波魯堂（1727年 - 1789年）
- 中井竹山（1730年 - 1804年）
- 西山拙斎（1735年 - 1798年）
- 柴野栗山（1736年 - 1807年）
- 岡田寒泉（1740年 - 1816年）
- 頼春水（1746年 - 1816年）
- 尾藤二洲（1747年 - 1813年）
- 菅茶山（1748年 - 1827年）
- 古賀精里（1750年 - 1817年）
- 脇蘭室（脇屋蘭室）（1764年 - 1814年）
- 近藤篤山（1766年 - 1846年）
- 蒲生君平（1768年 - 1813年）
- 林述斎（1768年 - 1841年）
- 貫名海屋（1778年 - 1863年）
- 篠崎小竹（1781年 - 1851年）
- 草場佩川（1787年 - 1867年）
- 古賀侗庵（1788年 - 1847年）
- 安積艮斎（1791年 - 1861年）
- 斎藤拙堂（1797年 - 1865年）
- 佐久間象山（1811年 - 1864年）
- 大橋訥庵（1816年 - 1862年）

薩南学派（朱子学の一派）
- 桂庵玄樹（1427年 - 1508年）
- 南浦文之（文之玄昌）（1555年 - 1620年）

土佐朱子学（南学）
- 南村梅軒（室町後期）
- 谷時中（1599年 - 1650年）
- 野中兼山（1615年 - 1663年）
- 谷秦山（1663年 - 1718年）
- 大高坂芝山（1647年 - 1713年）

水戸学（朱子学の一派）
- 朱舜水（1600年 - 1682年）
- 徳川光圀（1628年 - 1700年）
- 安積澹泊（1656年 - 1738年）
- 栗山潜鋒（1671年 - 1706年）
- 三宅観瀾（1674年 - 1718年）
- 立原翠軒（1744年 - 1823年）古文辞学や折衷学を持ち込み、いったん排斥される
- 小宮山楓軒（1764年 - 1840年）
- 藤田幽谷（1774年 - 1826年）
- 青山延于（1776年 - 1843年）
- 会沢正志斎（1782年 - 1863年）
- 豊田天功（1805年 - 1864年）
- 藤田東湖（1806年 - 1855年）

陽明学
- 中江藤樹（1608年 - 1648年）
- 熊沢蕃山（1619年 - 1691年）
- 三輪執斎（1669年 - 1744年）
- 佐藤一斎（1772年 - 1859年）立場上は朱子学で「陽朱陰王」と評された。
- 大塩平八郎（1793年 - 1837年）
- 吉村秋陽（1797年 - 1866年）
- 山田方谷（1805年 - 1877年）
- 高井鴻山（1806年 - 1883年）
- 春日潜庵（1811年 - 1878年）

古学 (聖学)
- 山鹿素行（1622年 - 1685年）

古義学
- 伊藤仁斎（1627年 - 1705年）
- 伊藤東涯（1670年 - 1736年）
- 伊藤梅宇（1683年 - 1745年）
- 伊藤蘭嵎（1694年 - 1778年）

古文辞学
- 荻生徂徠（1666年 - 1728年）
- 太宰春台（1680年 - 1747年）
- 安藤東野（1683年 - 1719年）
- 服部南郭（1683年 - 1759年）
- 沢村琴所（1686年 - 1739年）
- 山県周南（1687年 - 1752年）
- 亀井南冥（1743年 - 1814年）
- 亀井昭陽（1773年 - 1836年）徂徠学に朱子学を取り入れた経学を大成

古注学
- 岡白駒（1692年 - 1767年）
- 村瀬栲亭（1746年 - 1818年）
- 葛西因是（1764年 - 1823年）
- 東条一堂（1778年 - 1857年）

折衷学
- 榊原篁洲（1656年 - 1706年）
- 三宅石庵（1665年 - 1730年）
- 宇野明霞（1698年 - 1745年）
- 井上蘭台（1705年 - 1761年）
- 片山北海（1723年 - 1790年）
- 細井平洲（1728年 - 1801年）
- 片山兼山（1730年 - 1782年）
- 井上金峨（1732年 - 1784年）
- 中井履軒（1732年 - 1817年）
- 冢田大峯（1745年 - 1832年）
- 亀田鵬斎（1752年 - 1826年）
- 山本北山（1752年 - 1812年）
- 太田全斎（1759年 - 1829年）
- 猪飼敬所（1761年 - 1845年）古注学も学ぶ

考証学
- 吉田篁墩（1745年 - 1798年） 折衷学派ともされる
- 大田錦城（太田錦城）（1765年 - 1825年）
- 松崎慊堂（1771年 - 1844年）
- 海保漁村（1798年 - 1866年）

近現代
- 元田永孚（1818年 - 1891年）
- 楠本端山（1828年 - 1883年）
- 渋沢栄一（1840年 - 1931年）
- 吉川幸次郎（1904年 - 1980年）
- 安岡正篤（1898年 - 1983年）
- 宇野精一（1910年 - 2008年）
- 加地伸行（1936年 - ）
- 呉智英（1946年 - ）
- 土田健次郎（1949年 - ）

儒教を宗教として信仰せずに儒教を研究する学者は、「儒学者」といわずに、「儒教研究者」と呼ぶべきとする見方もある。ただし京都大学教授の吉川幸次郎や、評論家の呉智英は、自らを儒者であると主張し、儒教の立場からさまざまな立論を行っている。